# Leißnitz
Leißnitz (niedersorbisch Lěsnica) ist ein Ortsteil der Stadt Friedland im Landkreis Oder-Spree in Brandenburg. Bis zur Eingemeindung nach Friedland am 31. März 2001 war Leißnitz eine eigenständige Gemeinde, die vom Amt Friedland (Niederlausitz) verwaltet wurde.

## Lage
Das Dorf Leißnitz liegt etwa drei Kilometer westlich der Friedländer Kernstadt und sieben Kilometer südlich der Kreisstadt Beeskow. Leißnitz liegt am östlichen Ufer des Leißnitzsees, der über den Glower See mit dem Schwielochsee verbunden ist. Im Norden des Ortes mündet die Spree in den See. Umliegende Ortschaften von Leißnitz sind Kummerow im Norden, Zeust im Nordosten, Friedland im Osten, Möllen im Südosten, Niewisch im Süden sowie auf der anderen Seite der Spree die zur Gemeinde Tauche gehörenden Ortsteile Trebatsch im Südwesten und Ranzig im Westen.
Zu Leißnitz gehören die Wohnplätze Glowe, Kuhnshof und Sarkow. Durch Leißnitz verläuft die Kreisstraße K6715 von Kummerow aus weiter nach Glowe.

## Geschichte
Das Reihendorf Leißnitz wurde erstmals im Jahr 1518 urkundlich erwähnt, damals wurde der Ort Leißnigk genannt. Der Ortsname stammt aus der sorbischen Sprache und deutet auf die Lage des Dorfes am Waldrand hin. Leißnitz war ursprünglich ein Vorwerk des sorbischen Rittergutes Glowe.
Spätestens ab 1533 gehörte Leißnitz zur Herrschaft Friedland. Südlich des Dorfes verlief die Grenze zur Niederlausitz, zu der der zur Herrschaft Beeskow gehörige Ort Glowe bereits gehörte.  Im Jahr 1533 wurde die Herrschaft Friedland für einen Preis von 21.500 Talern an den Johanniterorden verkauft. Seitdem gehörte Leißnitz zum Ordensamt Friedland. Dieses wurde im Jahr 1811 von dem damaligen sächsischen König Friedrich August I. eingezogen und anschließend in das königlich-sächsische Rentamt Friedland umgewandelt, welches in dieser Form bis 1815 und anschließend im Königreich Preußen bis 1874 existierte.
Laut der Topographisch-statistischen Übersicht des Regierungsbezirks Frankfurt an der Oder aus dem Jahr 1844 gab es in Leißnitz zu dieser Zeit 29 Wohngebäude, die von 192 Einwohnern bewohnt wurden. Der Ort war zu der wendischen Kirche nach Friedland eingepfarrt. 1867 wurden im Dorf 30 Wohnhäuser und 214 Einwohner gezählt. Die zur Gemeinde Leißnitz gehörende Siedlung Kuhnshof hatte 47 Einwohner.
Vor 1815 gehörte Leißnitz zum Krummspreeischen Kreis. Als Ergebnis des Wiener Kongresses kam die Niederlausitz, die vorher zum Königreich Sachsen gehörte, an das Königreich Preußen. Danach wurde der historische Krummspreeische Kreis zum Kreis Lübben umgeformt und wurde Teil des Regierungsbezirks Frankfurt in der Provinz Brandenburg. Am 1. April 1939 wurde Sarkow nach Leißnitz eingemeindet, damit kam auch der bereits zuvor nach Sarkow eingemeindete Ortsteil Glowe nach Leißnitz. Bei der Kreisneubildung in der DDR am 25. Juli 1952 wurde der Kreis Lübben stark verkleinert, große Teile des Kreises, darunter auch die Gemeinde Leißnitz, wurden dem Kreis Beeskow im Bezirk Frankfurt (Oder) zugeschlagen. Nach der Wende wurde der Kreis Beeskow in Landkreis Beeskow umbenannt. Bei der Kreisreform am 6. Dezember 1993 wurde die Gemeinde Leißnitz dem Landkreis Oder-Spree zugeordnet. Am 31. März 2001 wurde Leißnitz mit seinen Ortsteilen Glowe, Kuhnshof und Sarkow sowie zwölf weiteren Gemeinden in die Stadt Friedland eingemeindet.

## Sehenswürdigkeiten

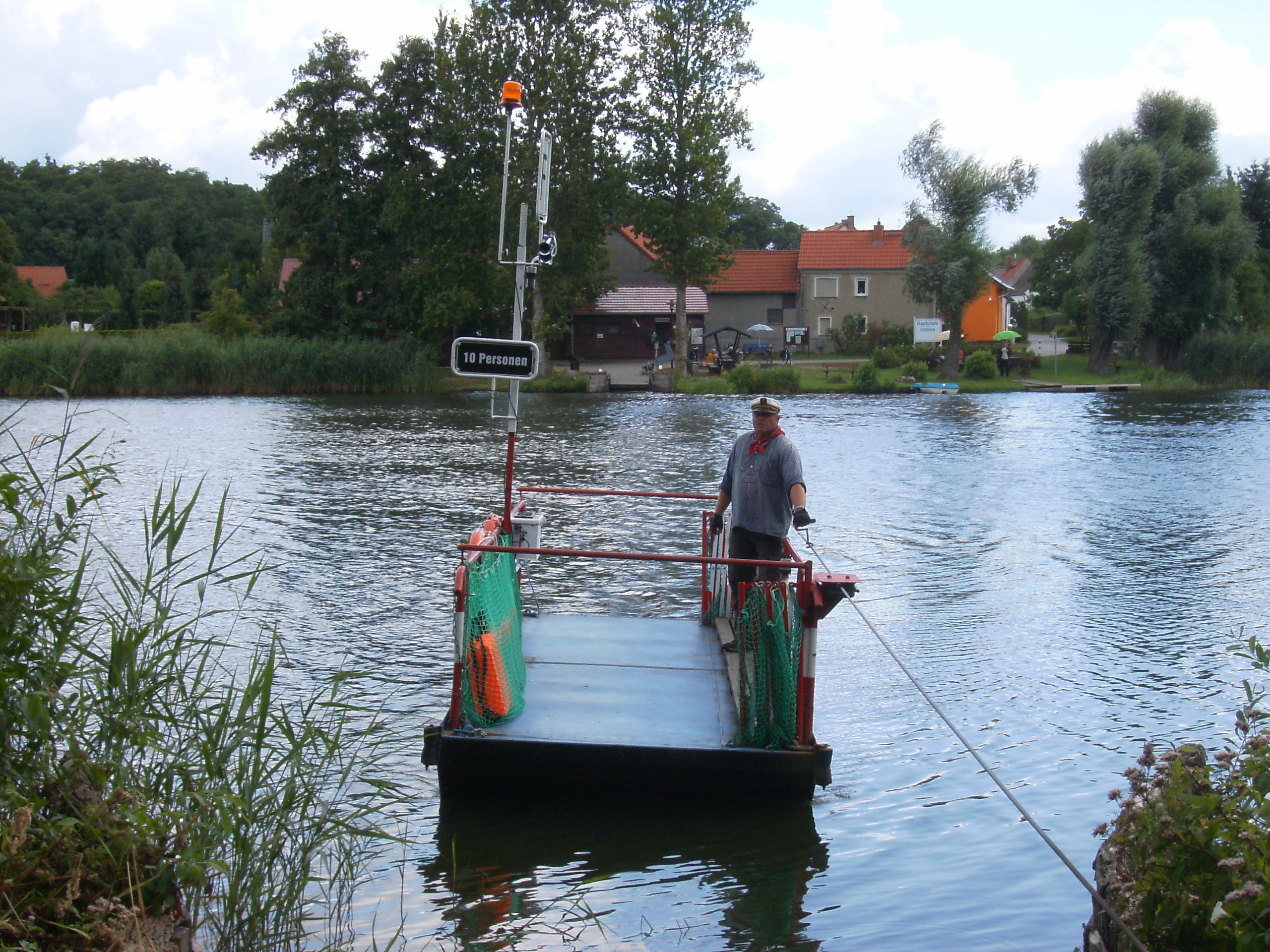
Die Handseilzugfähre bei Leißnitz

Für Leißnitz sind in der Denkmalliste des Landes Brandenburg insgesamt 22 Bodendenkmale ausgewiesen. An der Spree zwischen Leißnitz und Ranzig gibt es eine Handseilzugfähre, die an dieser Stelle eine Überquerung der Spree ermöglicht. Sie ist die einzige Handseilzugfähre Brandenburgs. Durch Leißnitz führen die Radwanderwege Oder-Spree-Tour, Tour Brandenburg, Beeskow–Sulęcin und der Spreeradweg.

## Einwohnerentwicklung
| 1875 | 258 | 1939 | 318 | 1981 | 320 |
| 1890 | 251 | 1946 | 510 | 1985 | 330 |
| 1910 | 242 | 1950 | 474 | 1989 | 342 |
| 1925 | 245 | 1964 | 383 | 1995 | 339 |
| 1933 | 238 | 1971 | 385 | 2000 | 379 |